# 徐林胤
徐林胤（1986年3月20日—），出生于上海市，是一名中国职业沙滩排球运动员以及中国共产党黨員。

## 职业生涯
徐林胤的妈妈是排球运动员，徐林胤從七、八岁开始打室內排球。徐林胤15歲参加全国少年排球赛时，被中国沙排队主教练缪志红看中，因而開始打沙灘排球。第二年，徐林胤被中国沙排队錄取。2004年，徐林胤考上复旦大学外语学院，主修法语专业。
其曾參加2008年夏季奧林匹克運動會排球比賽。他在16强中不敵德国選手，遭到淘汰。最終排名第九。
2010年6月14日，徐林胤和搭档吴鹏根在莫斯科举行的国际排联世界巡回赛上击败美国奥运冠军選手夺得金牌。这是中国队首次奪得国际沙滩排球巡回赛男子比賽的冠军。
2010年7月25日，徐林胤和搭檔在法国马赛举行的国际排联世界巡回赛上奪得第二枚金牌。
2012年倫敦奧運會上，徐林胤和他的搭檔吴鹏根未能小組出線。
徐林胤退役後成為上海外国语大学排球运动队主教练。